# (3351) Smith
(3351) Smith ist ein Asteroid des Hauptgürtels, der am 7. September 1980 von Edward L. G. Bowell entdeckt wurde. 
Der Asteroid wurde nach dem amerikanischen Astronauten Michael John Smith benannt, der als Pilot auf dem Challenger-Flug STS-51-L am 28. Januar 1986 ums Leben kam. Die Raumfähre war kurz nach dem Start durch die Explosion ihres Flüssigtreibstofftanks zerrissen worden.